# Паломбара Пикола (Бриндизи)
Паломбара Пикола (итал. Palombara Piccola) је насеље у Италији у округу Бриндизи, региону Апулија.
Према процени из 2011. у насељу је живело 126 становника. Насеље се налази на надморској висини од 93 м.